# Mxolisi Lukhele
Mxolisi Cyril Lukhele (ur. 4 grudnia 1991) – suazyjski piłkarz grający na pozycji pomocnika. Od 2014 jest zawodnikiem klubu Royal Leopards FC.

## Kariera klubowa
Swoją karierę piłkarską Lukhele rozpoczął w klubie Moneni Pirates FC. W sezonie 2011/2012 zadebiutował w jego barwach w pierwszej lidze suazyjskiej. W 2014 przeszedł do Royal Leopards FC. Wraz z nim czterokrotnie wywalczył mistrzostwo kraju w sezonach 2014/2015, 2015/2016, 2020/2021 i 2021/2022 oraz wicemistrzostwo w sezonie 2018/2019.

## Kariera reprezentacyjna
W reprezentacji Eswatini Lukhele zadebiutował 11 listopada 2012 w zremisowanym 0:0 towarzyskim meczu z Lesotho. Od 2012 do 2017 wystąpił w kadrze narodowej 39 razy i strzelił 1 gola.